# Syrien i olympiska sommarspelen 1988
Syrien deltog i de olympiska sommarspelen 1988 med en trupp, men ingen av landets deltagare erövrade någon medalj.

## Friidrott
Herrarnas spjutkastning
- Hafez Al-Hussein
  - Kval — 63,34m (→ gick inte vidare)